# رايت آر-760 ويرل ويند
رايت آر 760 ويرل ويند هي فئة محركات طائرات شعاعية، مكونة من 7 أسطوانات و تُبرد بالهواء. صُنعت بواسطة شركة رايت للطيران قسم كورتيس رايت.
كانت سعة هذه المحركات 756 بوصة مكعبة (12.4 لتر)، بينما تراوحت قدراتها بين 225 إلى 350 حصان (168 إلى 261 كيلو وات).

## التصميم والتطوير
كشفت شركة رايت عن فئة محركات جيه 6 ويرل ويند في عام 1928، لتستبدل بها فئة رايت آر-790 ويرل ويند ذات الأسطوانات التسعة. ضمت فئة جيه 6 محركات مختلفة في عدد الأسطوانات، فمنها من احتوى على 5 أسطوانات أو 7 أو 9 أسطوانات.
عُرفت نسخة المحرك ذات الأسطوانات السبعة باسم جيه-6 ويرل ويند-7 في الأصل أو اختصاراً جيه-6-7. سميت الحكومة الأمريكية المحرك باسم آر-760، واستخدمت شركة رايت هذا الاسم لاحقاً بدلاً من جيه-6.
احتوى آر-760 على أسطوانات أكبر من تلك الموجودة في رايت آر-790 ويرل ويند، مثله مثل كل المحركات الموجودة في فئة جيه-6 ويرل ويند.
ظل طول شوط المكبس كما هو 5.5 بوصة (14 سم)، بينما زاد قطر الأسطوانة من 4.5 بوصة (11.4 سم) في محرك آر-790 إلى 5 بوصة (12.7 سم).

بينما كان آر-790 محرك تنفس طبيعي، احتوى آر-760 مثل كل محركات جيه-6 على شاحن توربيني فائق مُدار بواسطة تروس، استُخدم لزيادة القدرة الناتجة.
طورت شركة رايت محرك آر-760 بمرور الوقت، واستخدمت الحروف اللاحقة للإشارة إلى الطرازات المتتالية. كانت قدرة النسخة الأصلية من محرك آر-760 (أو جيه-6-7) 225 حصان (168 كيلو وات)، بينما بلغت قدرة محرك آر-760 أي طراز عام 1930 حوالي 250 حصان (186 كيلو وات) بفضل ر أس الأسطوانة المطور.
استخدمت رايت لاحقاً حرف لاحق آخر للإشارة إلى مستويات مختلفة من القدرة. قًدِم آر-760 أي-1 في نفس العام الذي ظهر فيه آر-760 أي، وبلغت قدرته خلال الإقلاع 300 حصاناً (224 كيلو وات) بفضل المكابس ذات نسبة الانضغاط الكبيرة وكذلك حدود  السرعة الدورانية المرتفعة.
بلغت قدرة محرك 760 أي-2 طراز عام 1935، 350 حصاناً (261 كيلو وات) أثناء الإقلاع بسبب زيادة الشحن التوربيني الفائق وكذلك حدود السرعة الدورانية. 
احتوى محرك آر-760 أي تي الذي صُمم لطائرات التدريب، على مكابس ذات نسبة انضغاط مرتفعة من محرك آر-760 أي 1، وأُزيل الشاحن التوربيني الفائق. بلغت قدرته 235 حصاناً (175 كيلو وات). 

## التاريخ التشغيلي

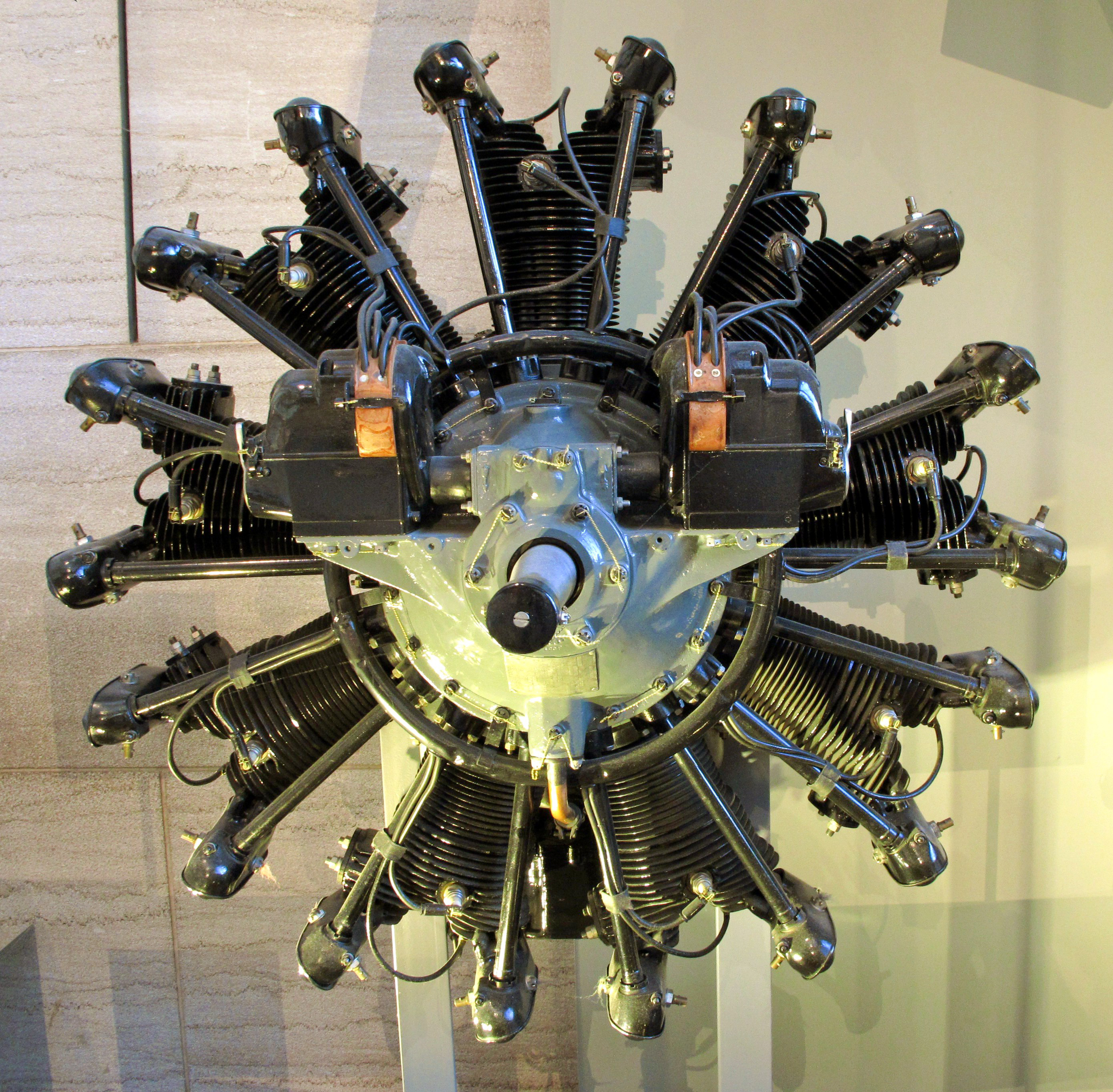
محرك رايت آر-790 ويرل ويند

كان محرك آر 760 استبدال مباشر لمحرك آر 790 بنفس السعة و القدرة الناتجة. استخدمه الأسطول الأمريكي لتشغيل العديد من طائرات التدريب ثنائية السطح، مثل كونسوليداتيد إن واي و كيرتز فليدجلينج (إن 2 سي)، وطائرة مصنع طائرات الأسطول نافال ايركرافت فاكتوري إن 3 إن.
أُنتجت آخر هذه الطائرات بأعداد كبيرة، وصُنعت معظم المحركات بترخيص بواسطة مصنع طائرات الأسطول. زُودت طائرات التدريب عادة بمحرك آر-760 أي-تي بدون شاحن توربيني فائق.
استخدمت العديد من طائرات الخدمة المدنية محرك آر-760 أيضاً، ومن ضمن هذه الطائرات النماذج المصنعة بواسطة بيتشكرافت و سيسنا و كورتيس-رايت، و هوارد دي جي ايه-8 و طائرة ستيرمان و شركة طائرات ستنسون و شركة طائرات واكو.
استخدمت هذه الطائرات عادة طرازات آر-760 المزودة بشاحن توربيني فائق.
استمر إنتاج محرك آر-760 حتى عام 1945، وصُنع حوالي 1400 محرك بواسطة رايت، بينما صُنعت العديد من المحركات بموجب ترخيص بواسطة مصنعين أجانب، مثل شركة فابريكا الوطنية للمحركات في البرازيل.

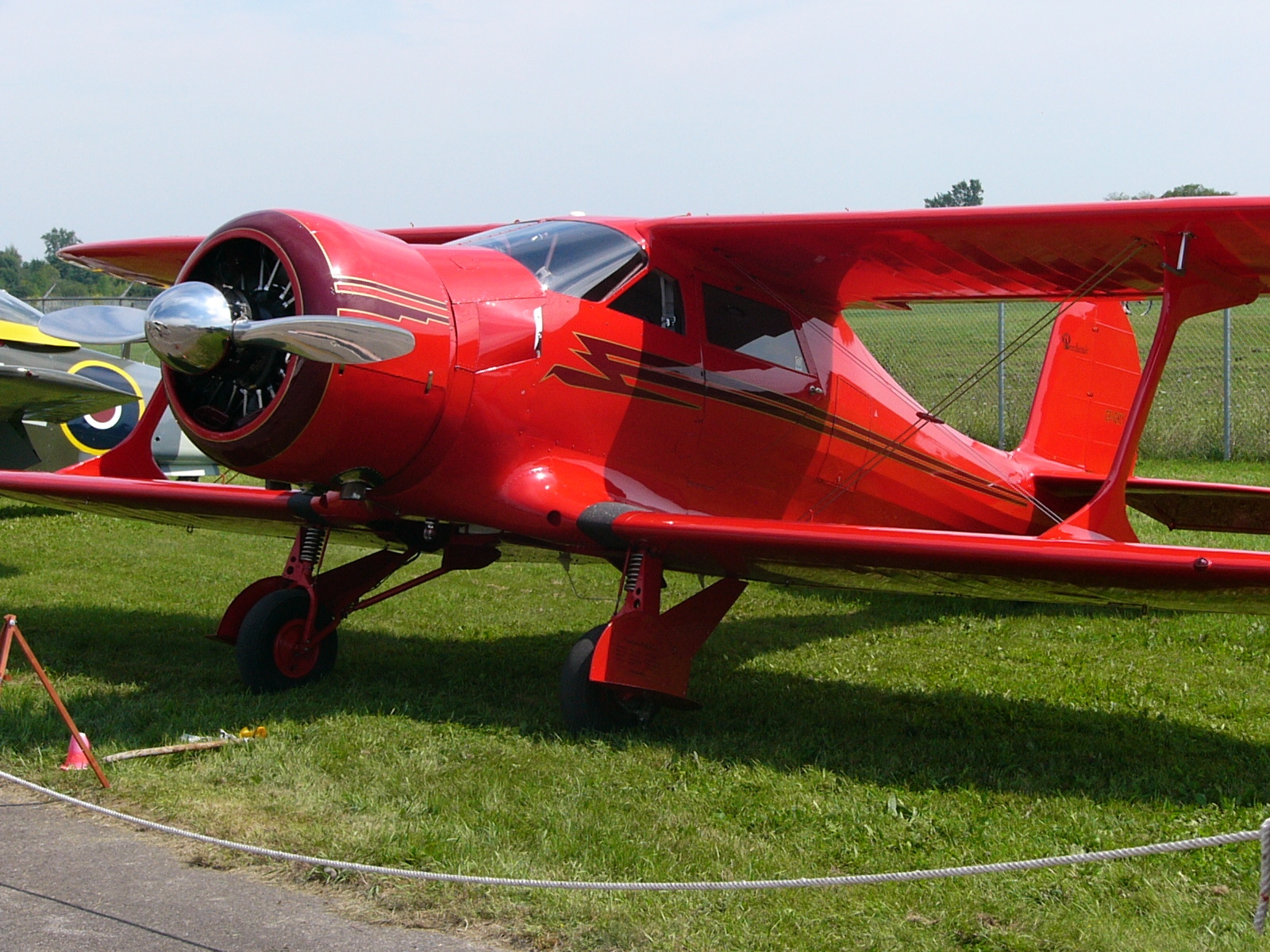
بيتشكرافت ستجروينج

## الطرازات

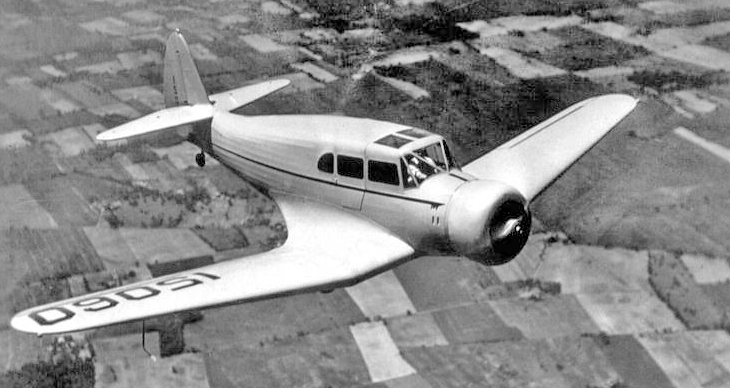
فيرتشايلد 45

- جيه-6-7 (آر-760): بلغت قدرته 225 حصان (168 كيلو وات) عند 2000 دورة/دقيقة.

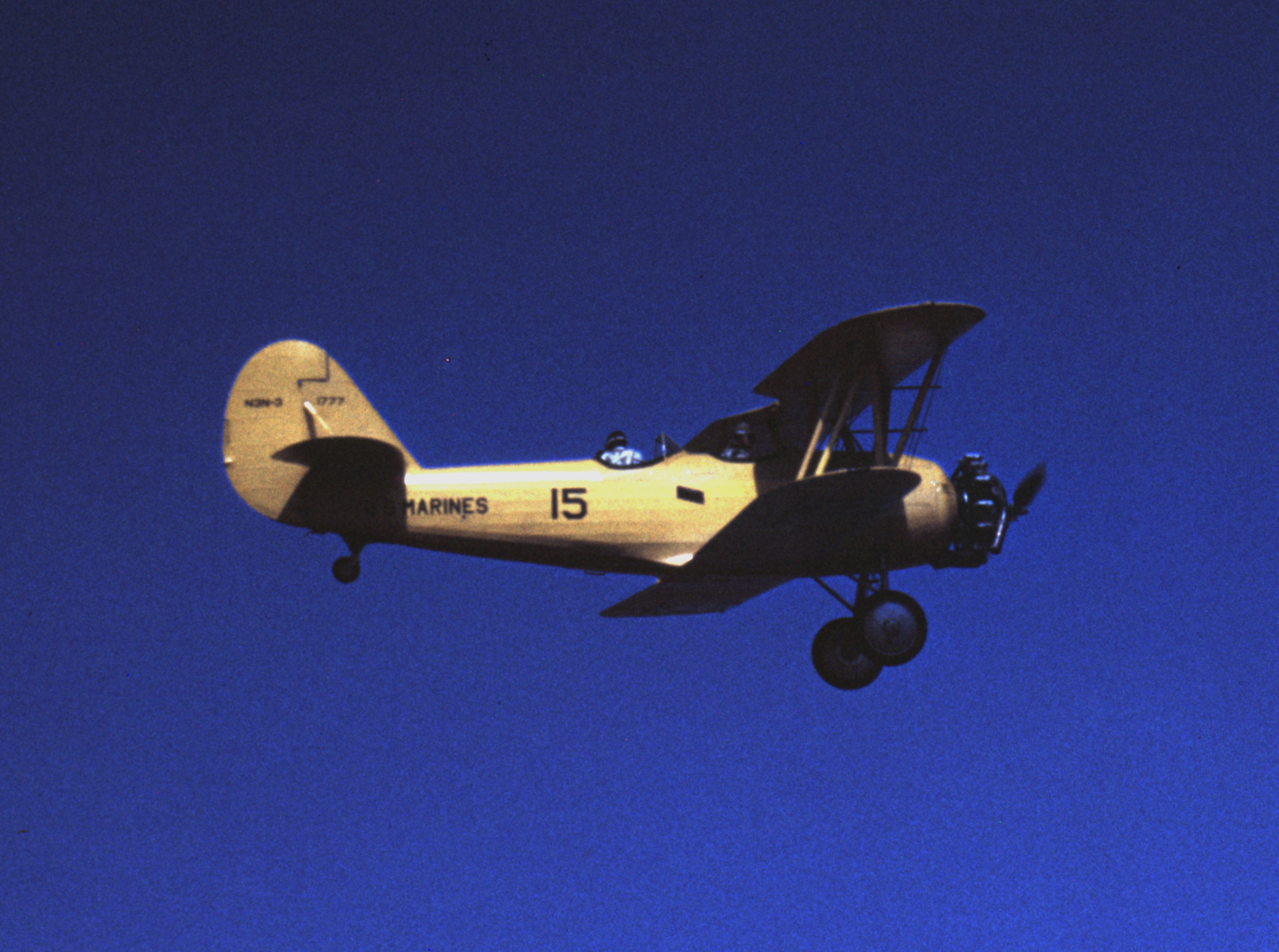
إن 3 إن كاناري

- آر-760 أي:  بلغت قدرته 250 حصان (186كيلو وات) عند 2000 دورة/دقيقة. ازدادت القدرة بسبب استخدم رأس الأسطوانة مطور.
- آر-760 أي-1:  بلغت قدرته 285 حصان (213 كيلو وات) عند 2100 دورة/دقيقة، و300 حصان (224 كيلو وات) عند 2250 دورة/دقيقة للإقلاع. كان له نسبة انضغاط أكبر.
- آر-760 أي-2: بلغت قدرته 320 حصان (239 كيلو وات) عند 2200 دورة/دقيقة، و350 حصان (261 كيلو وات) عند 2400 دورة/دقيقة للإقلاع. ازداد ضغط الشاحن التوربيني الفائق فيه، وازدادت نسبة الانضغاط بمقدآر طفيف.
- آر-760 أي-تي: بلغت قدرته 235 حصان (175 كيلو وات) عند 2000 دورة/دقيقة. يُعتبر نسخة من آر-760 أي غير مزودة بشاحن توربيني فائق، للاستخدام في طائرات التدريب.
- آر-760-2، و-4، و-8: بلغت قدرته 235 حصان (175 كيلو وات) عند 2000 دورة/دقيقة. تُعتبر هذه المحركات طرازات محرك آر-760 أي-تي المستخدمة في الأسطول.[13]

## التطبيقات
- أبرامس بي-1 إكسبلور
- بيتشكرافت ستجروينج
- سيسنا دي سي-6 بي سكوت
- كونسوليداتيد إن واي-3
- كورتيس إن 2 سي-2 فليدجلينج (كيرتس فليدجلينج)
- فيرتشايلد 45
- هوارد دي جي ايه-8 ودي جي ايه-15 دبليو
- نافال ايركرافت فاكتوري إن 3 إن كاناري
- اس تي. لويس واي بي تي-15
- ستيرمان سي 3 آر بزنس سبيدستر
- ستنسون جونيور
- ستنسون ريلايانت
- واكو سي اس أو وسي تي أو (واكو 10)
- واكو سي جيه سي، سي جيه سي-اس، دي جيه سي، دي جيه سي-اس، دي جيه اس (فئة واكو ذات القمرة)
- واكو سي آر جي

## محركات معروضة
ليس من الشائع عرض محركات رايت آر-760، لكن يُعرض محرك آر-760 أي-2 في متحف إيفيرجرين للطيران والفضاء في ميكمينفيل.

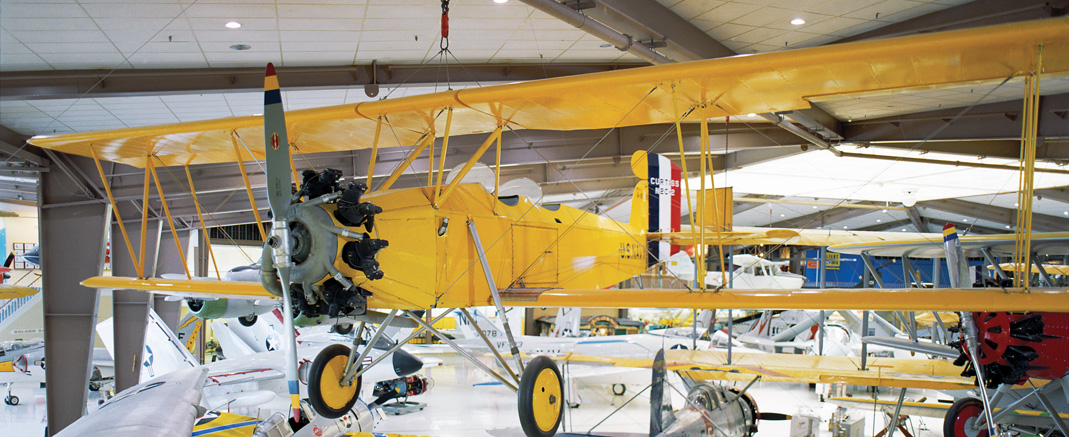
كيرتس إن 2 سي-2 فليدجلينج في المتحف القومي للأسطول الجوي في بينساكولا في فلوريدا في الولايات المتحدة، عام 1983.

## المواصفات (آر-760 إي-2)

### مواصفات عامة

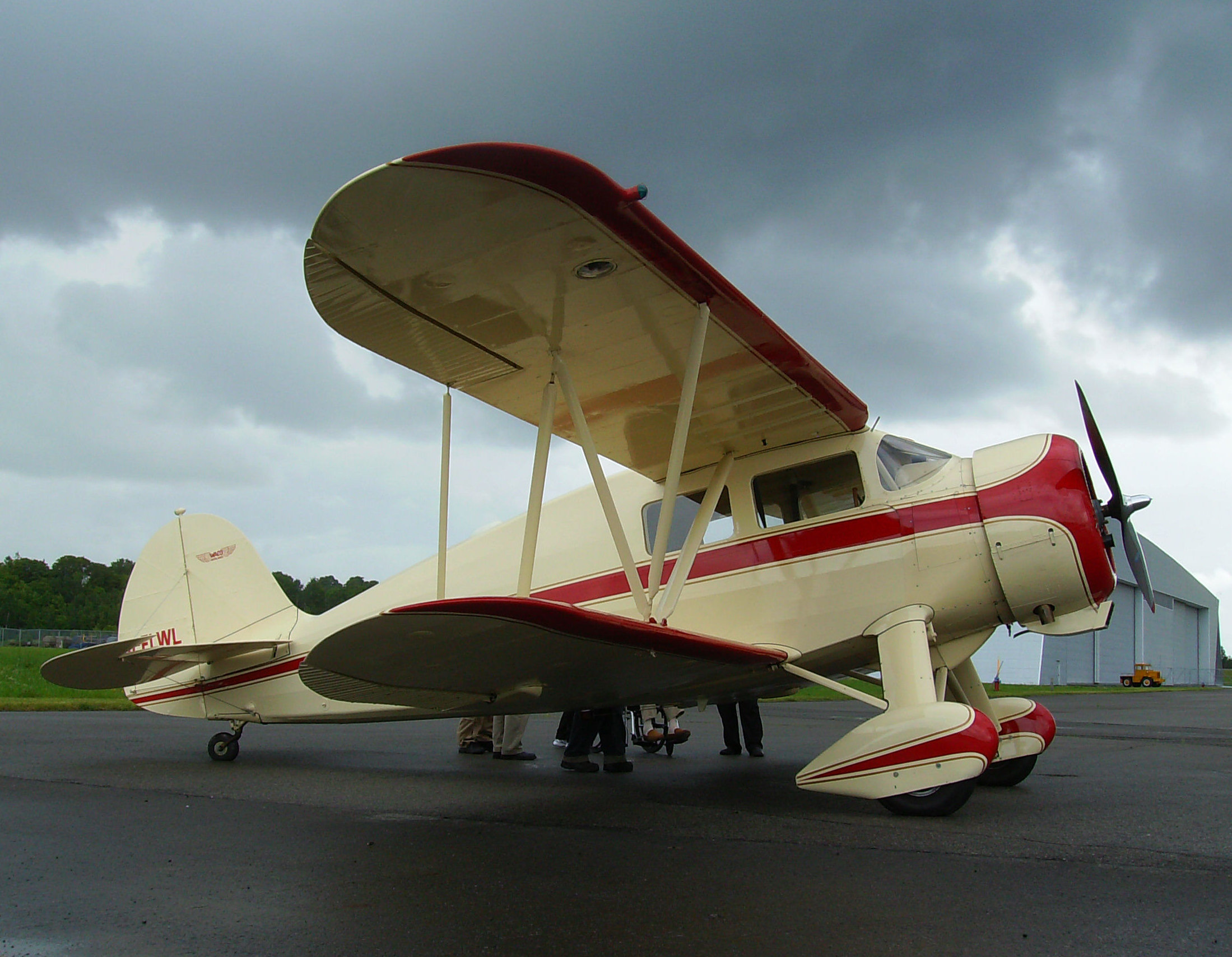
واكو في كيه 7 طراز 1937، آخر طائرة من فئة واكو ثنائية السطح ذات القمرة، في متحف كندا للطيران والفضاء.

- النوع: محرك طائرة شعاعي مكون من 7 أسطوانات، مزود بشاحن توربيني فائق ويُبرد بالهواء.
- قطر الأسطوانة: 127 مم.
- الشوط: 140 مم.
- سعة المحرك: 12.4 لتر.
- الطول: 107.8 سم.
- القطر: 114.3 سم.
- الوزن الصافي: 259 كجم.

### المكونات
- سلسة صمامات: صمامان لكل أسطوانة، ويتم تشغيلهم بواسطة أعمدة دفع.
- شاحن توربيني فائق: شاحن توربيني فائق مشغل بواسطة سلسلة تروس. نسبة تخفيض السرعة 1:9.17.
- نوع الوقود: بنزين ذو رقم أوكتان 80
- وحدة تخفيض سرعة المروحة الدافعة: تتصل مباشرة مع عمود الدوران.

### الأداء
- القدرة الناتجة:
  - 320 حصان (239 كيلو وات) عند 2200 دورة/دقيقة عند مستوى سطح البحر.
  - 350 حصان (261 كيلو وات) عند 2400 دورة/دقيقة عند الإقلاع.
- كثافة القدرة: 0.42 حصان/بوصة مكعبة (19.3 كيلو وات/لتر).
- نسبة الانضغاط: 1:6.3
- نسبة القدرة إلى الوزن: 0.56 حصان/باوند (0.92 كيلو وات/كجم).

| المحرك       | القدرة المستمرة                             | القدرة أثناء الإقلاع                        | نسبة الانضغاط | نسبة ترس الشاحن التوربيني الفائق | رقم الأوكتان | الوزن الصافي |
| ------------ | ------------------------------------------- | ------------------------------------------- | ------------- | -------------------------------- | ------------ | ------------ |
| آر-760 أي    | 250 حصان (186 كيلو وات) عند 2000 دورة/دقيقة |                                             | 1:5.1         | 1:7.05                           | 73           | 240 كجم      |
| آر-760 أي 1  | 285 حصان (213 كيلو وات) عند 2100 دورة/دقيقة | 300 حصان (224 كيلو وات) عند 2250 دورة/دقيقة | 1:6.1         | 1:7.05                           | 73           | 256 كجم      |
| آر-760 أي 2  | 320 حصان (239 كيلو وات) عند 2200 دورة/دقيقة | 350 حصان (261 كيلو وات) عند 2400 دورة/دقيقة | 1:6.3         | 1:9.17                           | 80           | 259 كجم      |
| آر-760 أي-تي | 235 حصان (175 كيلو وات) عند 2000 دورة/دقيقة |                                             | 1:6.1         | لا يوجد                          | 73           | 245 كجم      |